# Polinômios mônicos
Em álgebra,  polinômio mônico é um polinômio onde o coeficiente dominante de cn em {\displaystyle c_{n}x^{n}+c_{n-1}x^{n-1}+\cdots +c_{2}x^{2}+c_{1}x+c_{0}} é igual a 1.

## Polinômios univariados
Se um polinômio tem apenas uma variável (polinômios univariados), seus termos são geralmente escritos do maior grau para o menor ou do menor grau para o maior.  Um polinômio univariado em x de grau n tem então a forma geral apresentada acima, onde:
{\displaystyle c_{n}\neq 0,c_{n-1},\cdots c_{2},c_{1}} e {\displaystyle c_{0}} são constantes, os coeficientes do polinômio.
Aqui o termo {\displaystyle c_{n}x^{n}} é chamado de termo líder, onde {\displaystyle c_{n}} é seu coeficiente líder, se o coeficiente líder é {\displaystyle 1}, o polinômio univariado é chamado de mônico.